# 哈德良拱門 (卡普阿)
41°05′02″N 14°14′52″E / 41.08389°N 14.24778°E

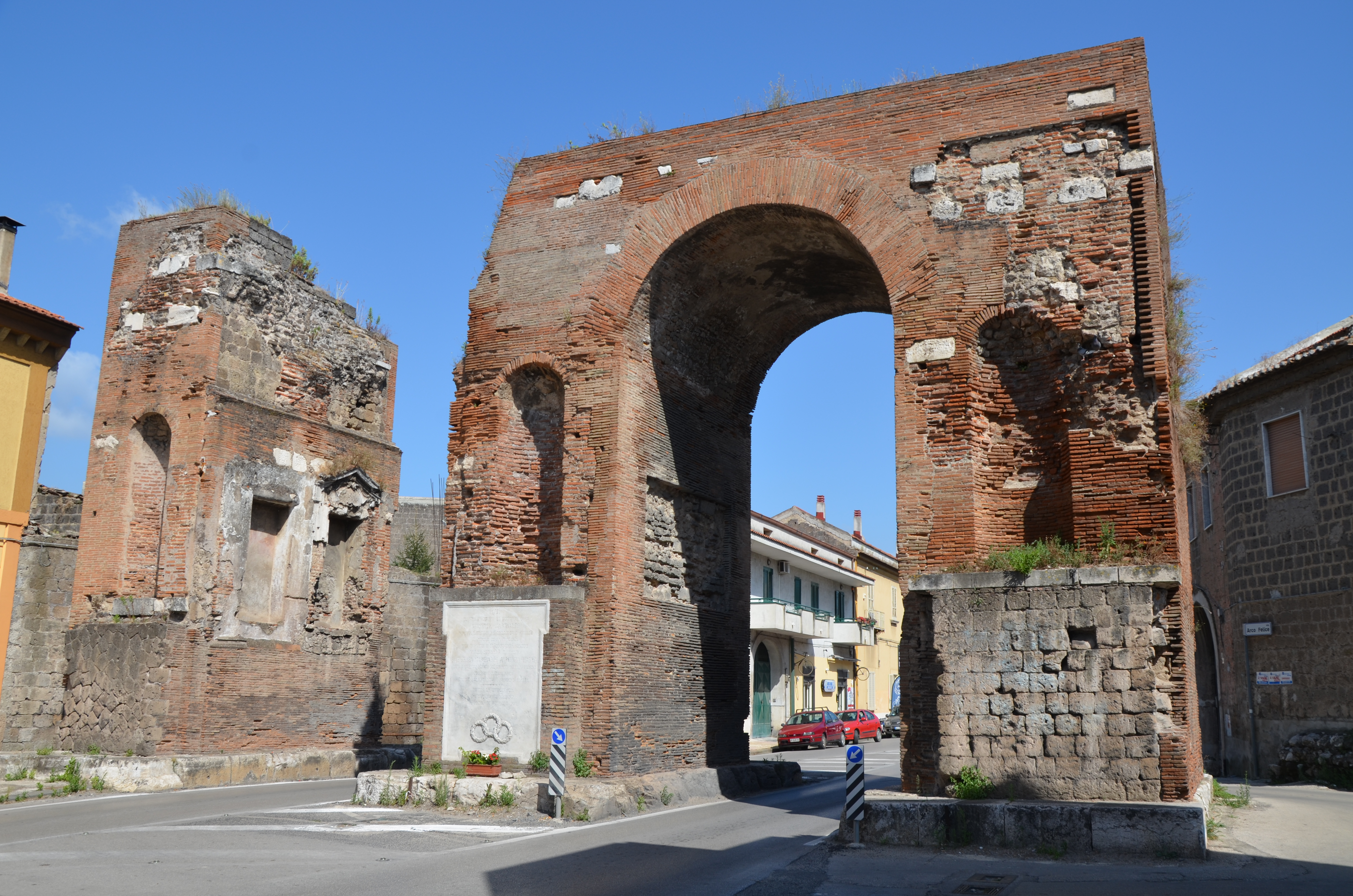
哈德良拱門

哈德良拱門是一座位於聖瑪麗亞-卡普阿韋泰雷的古羅馬時期的拱門。這座拱門原本有三個拱，但現在僅有一個拱。哈德良拱門修建在1世紀後半至2世紀前半時期。